# Suzy, Aisne
Suzy är en kommun i departementet Aisne i regionen Hauts-de-France i norra Frankrike. Kommunen ligger  i kantonen Anizy-le-Château som ligger i arrondissementet Laon. År 2018 hade Suzy 332 invånare.

## Befolkningsutveckling
Antalet invånare i kommunen Suzy
Referens: INSEE